# Пятиморск
Пятиморск — посёлок в Калачёвском районе Волгоградской области, входит в состав Ильевского сельского поселения.

## География
Посёлок расположен в 7 км к востоку от Калача-на-Дону и в 70 км к западу от Волгограда. Расположен на берегу Волго-Донского канала, который, вкупе с Беломорканалом и Волго-Балтийским водным путями позволил соединить кратчайшим судоходным путём пять морей — Белое, Черное, Каспийское, Азовское и Балтийское — отсюда и название — Пятиморск.

## История
Посёлок Пятиморск был основан как посёлок эксплуатационников Карповского гидроузла Волго-Донского канала.
Населённый пункт зарегистрирован решением Сталинградского облисполкома от 7 мая 1953 года № 16/1021 с присвоением посёлку Донского строительного района названия Пятиморский. Посёлок относился к Ильевскому сельскому совету, с 2005 года — Ильевскому сельскому поселению.
В посёлке находится управление Донского района гидросооружений.
В 2003 г. постановлением Правительства РФ поселок Пятиморский переименован в Пятиморск.

## Население
| 1992 | 2010  |
| ---- | ----- |
| 2100 | ↗2657 |

## Достопримечательности
- Памятник Ленину на центральной площади посёлка.
- Скульптурная группа «Соединение фронтов».